# Linia kolejowa Kozy Pomorskie – Poźrzadło Dwór
Linia kolejowa Kozy Pomorskie – Poźrzadło Dwór – częściowo rozebrana linia kolejowa wąskotorowa łącząca Kozy Pomorskie z Poźrzadłem Dworem. Otwarcie linii nastąpiło 20 sierpnia 1896 roku. W 1945 odcinek Dobrzany – Poźrzadło Dwór został rozebrany przez armię czerwoną i oficjalnie zlikwidowany w 1948 roku. 1 czerwca zamknięto ruch pasażerski i towarowy na odcinku Kozy Pomorskie – Dobrzany. Na całej długości linii rozstaw szyn wynosił 1000 mm.